# إعادة التدوير في اليابان

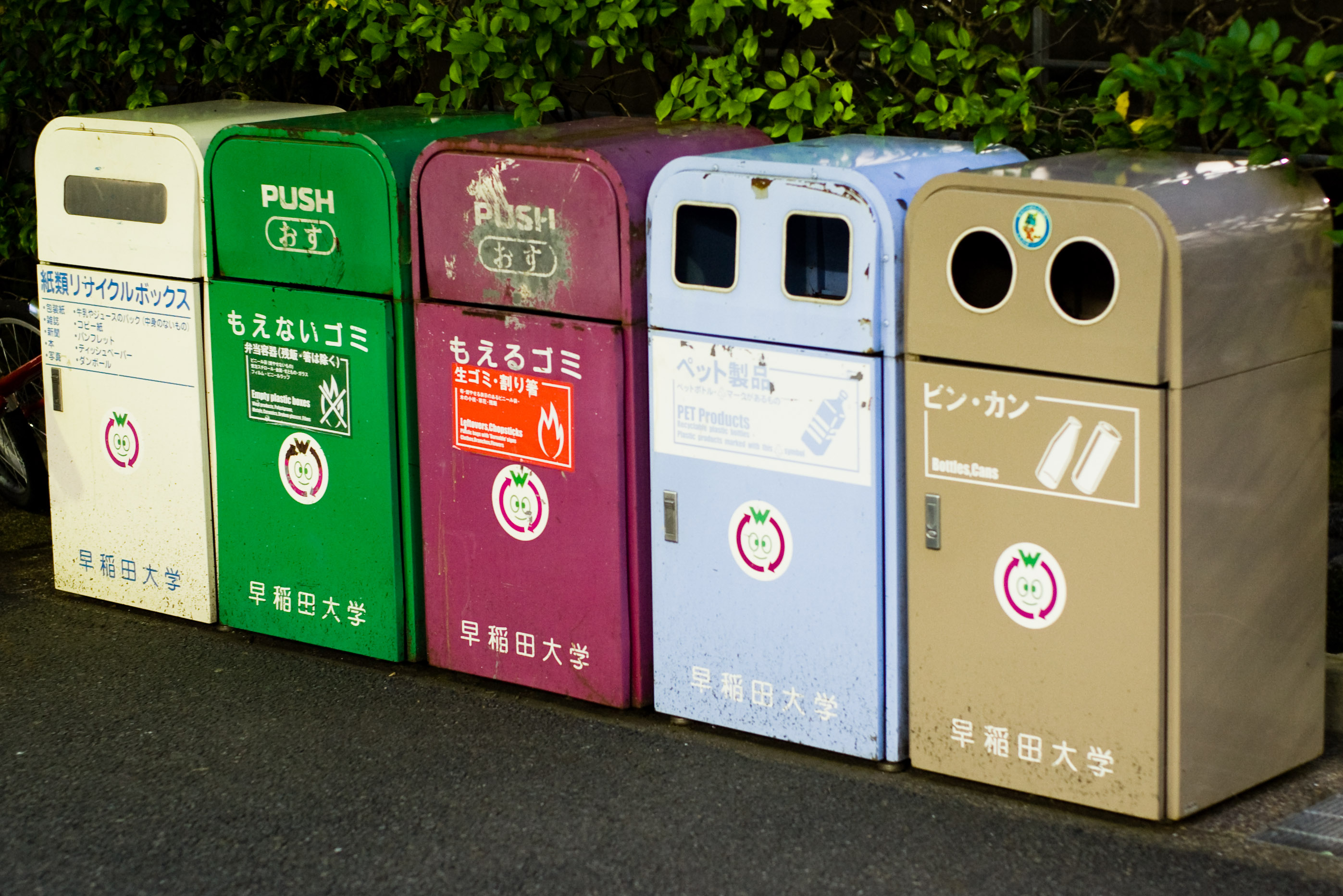

تعتمد إعادة التدوير في اليابان على قانون إعادة تدوير الأوعية والتعبئة الياباني. تجري في اليابان عمليات جمع وإعادة تدوير اللدائن والورق والزجاجات المصنوعة من البولي إيثيلين تريفثاليت والألومنيوم والزجاج. بلغ معدل إعادة التدوير في اليابان 20.8 % في عام 2012 وفقًا للموجز القطري لليابان في خريطة ويست أتلاس لإدارة المخلفات. 

## قانون إعادة تدوير الأوعية والتعبئة
يُطلق عليه أيضًا قانون تشجيع جمع الأوعية المفروزة وإعادة تدويرها وتعبئتها، نفذته وزارة البيئة منذ أبريل عام 1997 للحد من إنتاج نفايات الأوعية الزجاجية والزجاجات المصنوعة من البولي إيثيلين تريفثاليت وعلب الكارتون. شُملت الأوعية البلاستيكية والعبوات والقارورات البلاستيكية في القانون منذ أبريل عام 2000. وفقًا للقانون، تُجري الجمعية اليابانية لإعادة تدوير الأوعية والعبوات (جيه سي بي آر إيه) عملية إعادة التدوير، وهي منظمة حكومية تأسست في 25 سبتمبر عام 1996.
| إعادة التدوير 2009            |                       |                           |                                          |                           |
| المنتج                        | كمية إعادة التدوير طن | مقدار التغير منذ عام 2000 | تكاليف وحدة إعادة التدوير ين / كيلو غرام | مقدار التغير منذ عام 2000 |
| قارورات زجاجية شفافة          | 155,076               | -16.04%                   | 4.1                                      | -1.23%                    |
| قارورات زجاجية بنية اللون     | 133,560               | +43.62%                   | 5.5                                      | -28.40%                   |
| قارورات زجاجية ذات ألوان أخرى | 107,383               | +10.09%                   | 9.2                                      | +13.64%                   |
| قارورات بلاستيكية             | 257,906               | +167.03%                  | 1.7                                      | -98.09%                   |
| ورق                           | 33,934                | -29.03%                   | 13.3                                     | -77.32%                   |
| لدائن                         | 853,581               | +463.53%                  | 65.7                                     | -37.43%                   |

- يُطلب من المستهلكين اتباع إرشادات الفرز التي وضعتها البلديات.
- تجمع البلديات النفايات المفرزة وتُخزن لتجمعها شركة إعادة التدوير.
- يجب على الجهات المصنعة وكيانات قطاع الأعمال التي تستخدم الأوعية والعبوات دفع رسوم إعادة التدوير إلى الجمعية اليابانية لإعادة تدوير الأوعية والعبوات، وذلك وفقًا للكمية التي تصنعها أو تبيعها.
- يجري اختيار كيانات قطاع الأعمال لإعادة التدوير كل عام عن طريق مناقصة عامة في كل بلدية محلية حيث يوجد موقع تخزين للنفايات. يجري تعيينهم لجمع ونقل النفايات من مواقع التخزين إلى مرافق إعادة التدوير. للتأكد من إتمام عملية إعادة تدوير النفايات، تتلقى كيانات قطاع الأعمال المُخصصة لإعادة التدوير هذه المدفوعات فقط بعد عرض تقرير التسليم، مُوقعًا من قِبل متلقي المنتجات المعاد تدويرها.
- يُوضع ملصق تحذير أحمر كبير على أكياس القمامة المخالفة للقانون لإشعار الشخص المسؤول بالعار، وذلك في حال تخلصه من مادة ما بشكل غير صحيح.[4]

لا تندرج إعادة تدوير علب الصلب في القانون، وعلى الرغم من ذلك جمعت 99 % من البلديات تلك العلب وأعادت تدويرها في عام 2006. أُنشئت الجمعية اليابانية لإعادة تدوير علب الصلب في عام 1973، وهي منظمة غير ربحية لتعزيز إعادة تدوير علب الصلب. أُعيد تدوير 88.1 % من علب الصلب في عام 2006 وفقًا لإحصاءاتها، مُحافظةً بذلك على أعلى معدل من إعادة تدوير العلب الصلب في العالم. 

## خطط إعادة التدوير
وافق مجلس وزراء اليابان في 25 مارس 2008 على خطة تهدف إلى تقليل إجمالي تشكل النفايات من نحو 52 مليون طن في عام 2007 إلى نحو 50 مليون طنًا في عام 2012، ورفع معدل إعادة تدوير النفايات من 20 إلى 25 %. ستُعزز إعادة التدوير الحرارية ونظام فرض الرسوم لخدمات التخلص من النفايات.